# Armenia S. White
Armenia S. White (1 de noviembre de 1817 - 7 de mayo de 1916) fue un sufragista, filántropa y reformadora social estadounidense. Fue la primera presidenta de la Asociación del Sufragio Femenino de Nuevo Hampshire, y fue muy conocida por sus muchos años, junto con su esposo, Nathaniel White, de Concord, dedicados a obras de filantropía.

## Familia y educación
Armenia Smith Aldrich nació en Mendon, Massachusetts, el 1 de noviembre de 1817, hija de John y Harriet (Smith) Aldrich. Su línea paterna directa de ascendencia en los Estados Unidos comenzó con George Aldrich, quien, junto con su esposa Catherine, vino de Derbyshire, Inglaterra, en 1631, y en 1663 estuvo entre los primeros colonos de Mendon, trasladándose allí desde Braintree (Massachusetts). Jacob Ahlrich, hijo de George, se casó con Huldah, hija de Ferdinando Thayer, y fue el padre de Moisés, nacido en 1690. Moisés Aldrich era un predicador de los cuáqueros en Rhode Island. Viajó como ministro autorizado, no únicamente en las colonias que más tarde formaron los Estados originales de la Unión Americana, sino también en las Indias Occidentales y en Inglaterra. Se casó en 1711 con Hannah White.
El juez Caleb Aldrich, hijo de Moisés, es mencionado en la Historia de Woonsocket (Rhode Island), como padre de Naaman y abuelo de John Aldrich, todos de Smithfield (Rhode Island). Naaman era el padre de John Aldrich, que era el padre de Armenia S. White.
La ascendencia materna de White incluía tres padres peregrinos del Mayflower, Edward Doty, Francis Cooke y Stephen Hopkins, también la segunda esposa del Sr. Hopkins, Elizabeth, y su hija Damaris, quienes vinieron con él a Plymouth (Massachusetts). La madre de White, Harriet Smith Aldrich, nació, según consta en el registro de Smithfield, el 21 de febrero de 1795. Era hija de Samuel Smith y su esposa, Hope Doten. Sus padres se casaron en Plymouth, el 31 de mayo de 1791, y se mudaron a Smithfield. Samuel fue un soldado de la Guerra Revolucionaria, nacido en Smithfield, que se alistó en el ejército americano a la edad de dieciséis años. La genealogía de Doty-Doten muestra que Hope Doten, nacida en Plymouth, en 1765, era hija de James y Elizabeth (Kempton) Doten, y descendía de Edward Doty y su esposa. Faith Clark, a través de John y Elizabeth (Cooke) Doty, Isaac y Martha (Faunce) Doten, e Isaac y Mary (Lanman) Doten, Isaac siendo padre de James y abuelo de Hope Doten, la abuela materna de White. Elizabeth, esposa de John Doty (o Doten), era la hija de Jacob Cooke (hijo de Francis) y su esposa Damaris, hija de Stephen Hopkins y su esposa Elizabeth.
Después del matrimonio de John Aldrich y Harriet Smith, se mudaron de Smithfield a Mendon. En 1830, los padres de Armenia se trasladaron de Mendon, a Boscawen (Nuevo Hampshire). Su hija, fue educada en las escuelas públicas.

## Carrera

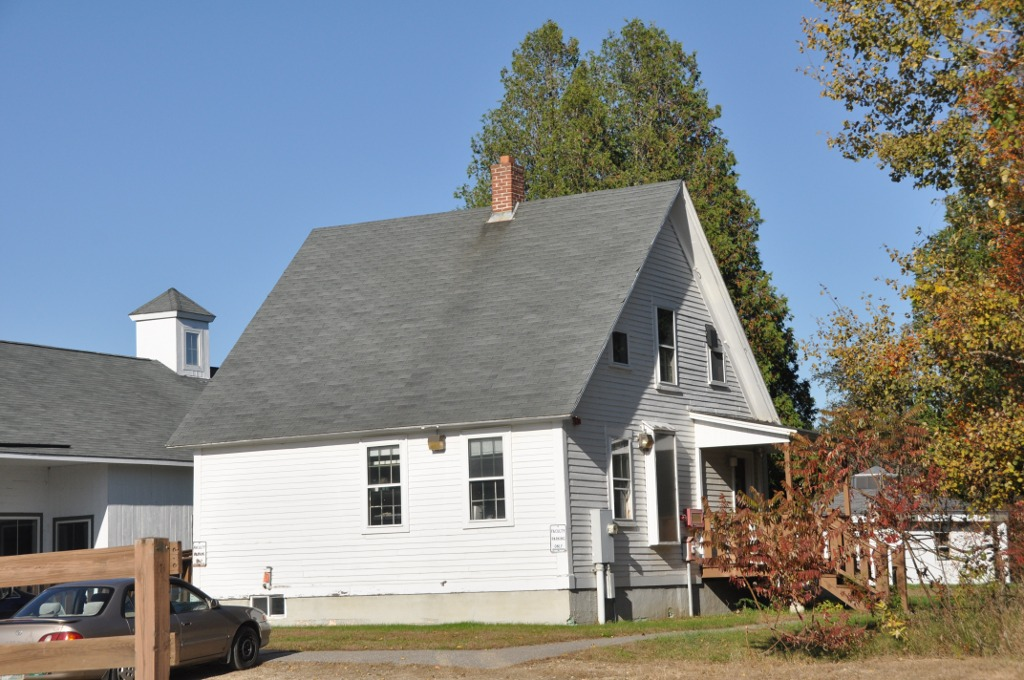
White Farm, en Concord (Nuevo Hampshire).

El 1 de noviembre de 1836, en su decimonoveno cumpleaños, se casó con Nathaniel White, un joven conductor de teatro seis años mayor que ella, oriundo de Lancaster (Nuevo Hampshire). Durante cuatro años después del matrimonio, los White se alojaron en Concord (Nuevo Hampshire). Durante ocho años después, mantuvieron la casa en la calle Warren.

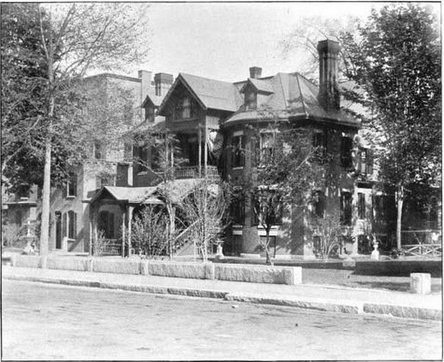
Residencia de la familia White, cuyos terrenos estaban situados desde la calle School hasta la calle del Capitol. (1894).

En 1848, se mudaron a una casa en Concord, que entonces daba a la calle School, pero después de la apertura de la calle Capitol, cuando se remodeló la Casa del Estado, se amplió y mejoró y la entrada se cambió a la calle Capitol. Tras la muerte de Nathaniel en 1880, White permaneció, gestionando los asuntos de la gran finca dejada en sus manos, y continuando su interés y esfuerzos en las diversas causas y empresas caritativas, benéficas y de reforma, en las que había participado durante muchos años.

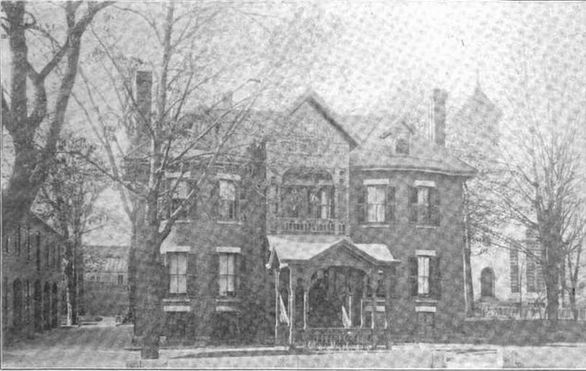
Residencia White en Capitol Street; White Memorial Church. (1916).

Criada como cuáquera, ella apoyó la causa del Universalismo, y luego llamó la atención de la gente en la comunidad, al hacer su elección de afiliación religiosa en Concord, y, con su esposo, fue activa en el movimiento para la organización de una sociedad y el establecimiento de culto regular bajo ese nombre y fe. Creyendo plenamente, al igual que su marido, en los derechos de la mujer a la participación activa en los asuntos religiosos y civiles, fue a través de su influencia que las mujeres fueron admitidas como miembros de esta sociedad, la primera en Concord en admitirlas. Pronto contribuyó a la organización de una auxiliar de la mujer, conocida como Ladies’ Social Aid Society, que trabajaba en favor de los intereses sociales y materiales de la confesión, de la que fue elegida presidenta, ocupando ese cargo continuamente hasta su muerte, aunque en los últimos años se le prohibió, por incapacidad física, el desempeño de sus funciones activas. A lo largo de su vida, trabajando conjuntamente con su marido, como en otras causas dignas, hasta su fallecimiento, y en su propio nombre y en el de él a partir de entonces, dio de su tiempo y medios, trabajo, cuidado y devoción, para el bienestar de esta iglesia, cuya casa de culto, construida originalmente en gran parte gracias a su contribución material, y más de una vez remodelada y mejorada en buena parte a su costa, fue nombrada, después del fallecimiento de su esposo, en su honor la White Memorial Church.
Fue la primera y más importante de las mujeres de la ciudad y el estado en defender cada causa importante en los campos de la reforma y la filantropía, y cada movimiento en el que se interesó, le exigió su apoyo en tiempo, dinero y esfuerzo. A la causa antiesclavista, junto con su marido, se dedicó muy seriamente. El movimiento por la Templanza recibió su apoyo en New Hampshire; y fue en gran parte a través de la instrumentalidad de White que se organizó la Unión Cristiana de Mujeres por la Templanza de Nuevo Hampshire, de la cual fue elegida como primera presidenta, ocupando el cargo, durante mucho tiempo en forma activa y luego en forma honoraria.
Ninguna causa le era más querida, y ninguna por la que trabajara tanto tiempo y persistentemente, como aquella cuyo objeto era la emancipación de su propio sexo y la elevación de la mujer al plano de la igualdad política con el hombre. Fue la pionera del movimiento de sufragio femenino en Nuevo Hampshire. Fue la primera firmante del llamamiento a la primera convención de sufragio igualitario en el estado, celebrada en Eagle Hall, en Concord, en diciembre de 1868, en colaboración con Sarah Piper de Concord. White convocó la reunión y fue elegida la primera presidenta de la Asociación de Sufragio Femenino de Nuevo Hampshire que se organizó entonces, y ocupó ese cargo, hasta 1895, cuando se sintió obligada a retirarse, ocupando a partir de entonces el cargo de presidenta honoraria.
Fue delegada de la Asociación Americana del Sufragio Femenino, organizada en Cleveland, Ohio, inmediatamente después de que se formara la Asociación de Nuevo Hampshire, y fue vicepresidenta de esa asociación para Nuevo Hampshire durante muchos años. Principalmente a través de sus esfuerzos, apoyados por su marido, la legislatura estatal, en 1871, hizo a las mujeres elegibles para servir en los comités escolares, y, en 1878, les concedió el derecho de sufragio escolar, antes de que ningún otro estado de Nueva Inglaterra les hubiera concedido tal privilegio.
White estuvo activa en la organización de reuniones de sufragio y muy hospitalaria en el acogimiento de los oradores, Lucy Stone, Mary Livermore, Elizabeth Cady Stanton, Susan B. Anthony, Julia Ward Howe, y muchos otros, habiendo sido sus invitados de vez en cuando, en su propia casa. Estuvo a cargo de las mesas de Nuevo Hampshire en varios bazares a beneficio del sufragio femenino celebrados en Boston, y contribuyó de varias maneras en su éxito.
Fue una constante y liberal contribuyente al Hogar del Centenario de Nuevo Hampshire para ancianos, el Hogar de Huérfanos en Franklin y el Hogar Mercy en Mánchester. A la edad de noventa y tres años, todavía conservaba la presidencia de la Sociedad de Ayuda Social para Damas.

## Vida personal

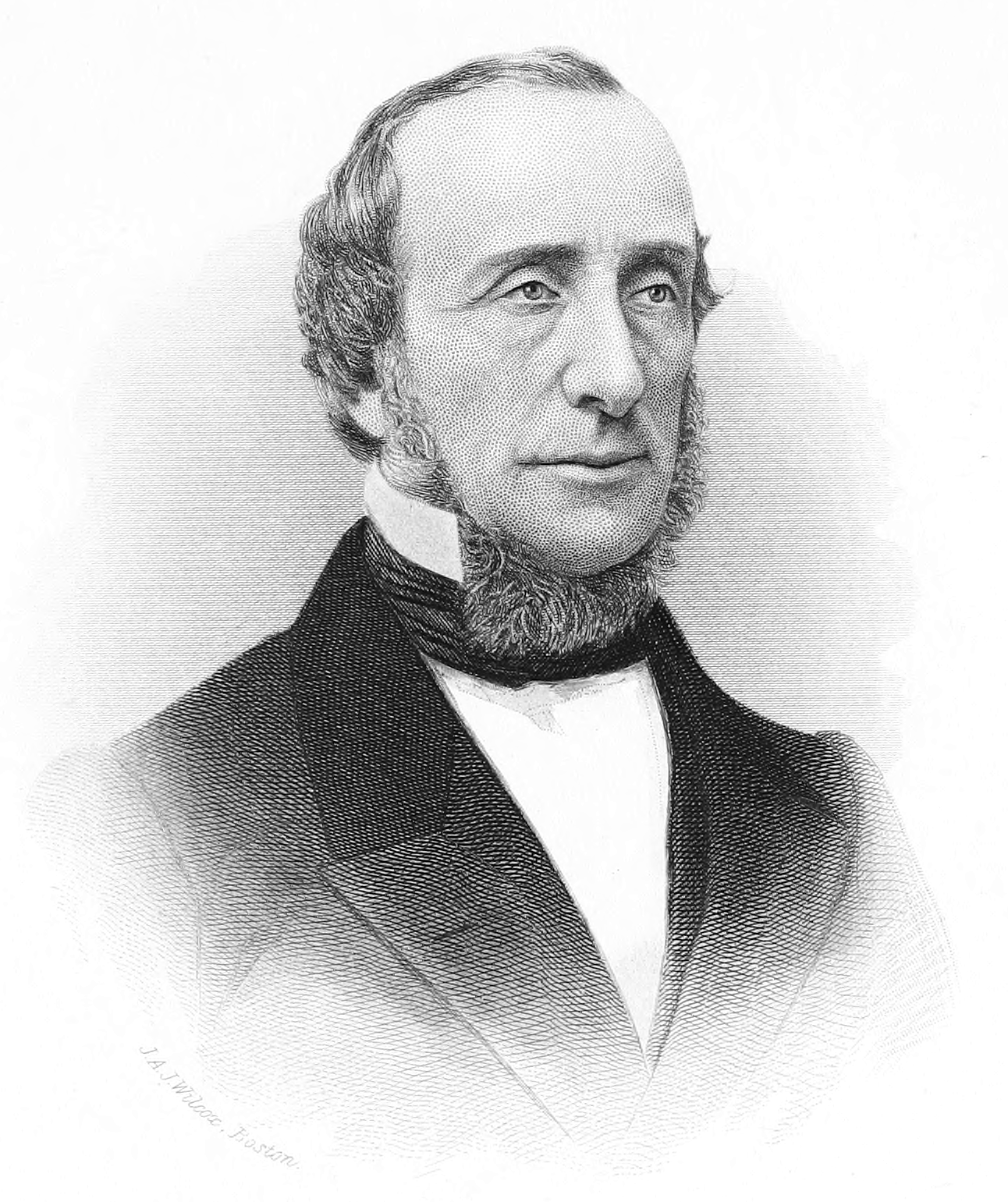
Nathaniel White, esposo de Armenia S. White.

Su esposo Nathaniel nació en Lancaster (Nuevo Hampshire), el 7 de febrero de 1811, hijo de Samuel y Sarah (Freeman) White y descendiente de William White, uno de los primeros colonos del Condado de Essex (Massachusetts). Durante varios años en su juventud, trabajó en el Hotel Columbian en Concord. Comenzó su propio negocio en 1832, convirtiéndose en copropietario en la ruta entre Concord y Hanover, y luego compró la línea entre Concord y Lowell (Massachusetts). En 1837, en sociedad con el capitán William Walker, se estableció en el negocio exprés, haciendo viajes trimestrales a Boston. Tras la apertura del ferrocarril de Concord en 1842, se convirtió en uno de los miembros originales de la compañía exprés y más tarde se organizó para entregar mercancías en todo Nuevo Hampshire y Canadá. En sus cuarenta y ocho años de vida comercial, compró bienes inmuebles valiosos en Chicago, propiedades hoteleras en Nuevo Hampshire y acciones en varias corporaciones ferroviarias, bancarias, fábricas y otras compañías, además de sus intereses en la compañía exprés y en Concord real estate. Se interesó profundamente en el establecimiento del Nuevo Hampshire Asylum para Insane, la State Reform School, la Casa de los Huérfanos en Franklin (Nuevo Hampshire), a la que dio una generosa donación, y de la Home for the Aged en Concord. Murió en su casa en Concord, el 2 de octubre de 1880.
Los hijos del matrimonio White fueron John A., nacido el 31 de marzo de 1838 y fallecido el 26 de noviembre de 1899; Armenia E., nacida el 22 de marzo de 1847, que se casó con Horatio Hobbs de Boston, fallecida posteriormente; Lizzie H., nacida el 20 de febrero de 1849, que se casó con Charles H. Newhall de Lynn, fallecida el 12 de diciembre de 1887; Annie F., nacida el 22 de mayo de 1852, fallecida el 9 de noviembre de 1865: Nathaniel, Jr., nacido el 8 de junio de 1855, fallecido el 4 de octubre. 1904; Selden F., nacida el 10 de julio de 1857, fallecida en la infancia; Benjamin C, nacido el 16 de junio. 186l. También hubo una hija adoptiva, Harriet S., viuda de David P. Dearborn de Brattleboro (Vermont).
Ella y su marido fueron miembros originales de la Sociedad Universalista de Concord. Fue conocida durante mucho tiempo como la «primera dama del territorio» en Nuevo Hampshire, White murió el 7 de mayo de 1916.